# Oscar for bedste lydredigering
Oscar for bedste lydredigering eller Academy Award for Best Sound Editing er en filmpris som uddeles årligt ved Oscaruddelingen. Pris blev uddelt første gang i 1963 til 1967, så i 1975 og derfefter i 1977. Så i perioder med navneændringer fra 1981 til 1999 og så fra 2000 til nu.

## Vindere
indikerer vindere

### 1960'erne
| År                    | Film            | Klipper(e) |
| --------------------- | --------------- | ---------- |
| 1963 (36.)            |                 |            |
| Hopla, vi lever!      | Walter Elliott  |            |
| Himlens vovehalse     | Robert Bratton  |            |
| 1964 (37.)            |                 |            |
| Goldfinger            | Norman Wanstall |            |
| Det store jet-bilrace | Robert Bratton  |            |
| 1965 (38.)            |                 |            |
| Alle tiders race      | Treg Brown      |            |
| Von Ryan's Ekpres     | Walter Rossi    |            |
| 1966 (39.)            |                 |            |
| Grand Prix            | Gordon Daniel   |            |
| Den fantastiske rejse | Walter Rossi    |            |
| 1967 (40.)            |                 |            |
| Det beskidte dusin    | John Poyner     |            |
| I nattens hede        | James Richard   |            |
| 1968 (41.)            |                 |            |
| Ingen pris uddelt     |                 |            |
| 1969 (42.)            |                 |            |
| Ingen pris uddelt     |                 |            |

### 1970'erne
| År                         | Film         | Klipper(e) |
| -------------------------- | ------------ | ---------- |
| 1970 (43.)                 |              |            |
| Ingen pris uddelt          |              |            |
| 1971 (44.)                 |              |            |
| Ingen pris uddelt          |              |            |
| 1972 (45.)                 |              |            |
| Ingen pris uddelt          |              |            |
| 1973 (46.)                 |              |            |
| Ingen pris uddelt          |              |            |
| 1974 (47.)                 |              |            |
| Ingen pris uddelt          |              |            |
| 1975 (48.)                 |              |            |
| Hindenburg†                | Peter Berkos |            |
| 1976 (49.)                 |              |            |
| Ingen pris uddelt          |              |            |
| 1977 (50.)                 |              |            |
| Nærkontakt af tredie grad† | Frank Warner |            |
| 1978 (51.)                 |              |            |
| Ingen pris uddelt          |              |            |
| 1979 (52.)                 |              |            |
| Den sorte hingst†          | Alan Splet   |            |

### 1980'erne
| År                                                | Film                                        | Klipper(e) |
| ------------------------------------------------- | ------------------------------------------- | ---------- |
| 1980 (53.)                                        |                                             |            |
| Ingen pris uddelt                                 |                                             |            |
| 1981 (54.)                                        |                                             |            |
| Jagten på den forsvunde skat†                     | Ben Burtt og Richard L. Anderson            |            |
| 1982 (55.)                                        |                                             |            |
| E.T. the Extra-Terrestrial                        | Charles L. Campbell og Ben Burtt            |            |
| Das Boot                                          | Mike Le-Mare                                |            |
| Poltergeist                                       | Stephen Hunter Flick og Richard L. Anderson |            |
| 1983 (56.)                                        |                                             |            |
| Mænd af den rette støbning                        | Jay Boekelheide                             |            |
| Star Wars Episode VI: Jediridderen vender tilbage | Ben Burtt                                   |            |
| 1984 (57.)                                        |                                             |            |
| Stormfloden†                                      | Kay Rose                                    |            |
| 1985 (58.)                                        |                                             |            |
| Tilbage til fremtiden                             | Charles L. Campbell og Robert Rutledge      |            |
| Ladyhawke og lommetyven                           | Robert G. Henderson og Alan Robert Murray   |            |
| Rambo: First Blood 2                              | Frederick Brown                             |            |
| 1986 (59.)                                        |                                             |            |
| Aliens                                            | Don Sharpe                                  |            |
| Star Trek IV - Rejsen tilbage til Jorden          | Mark Mangini                                |            |
| Top Gun                                           | Cecelia Hall og George Watters II           |            |
| 1987 (60.)                                        |                                             |            |
| RoboCop†                                          | Stephen Hunter Flick og John Pospisil       |            |
| 1988 (61.)                                        |                                             |            |
| Hvem snørede Roger Rabbit                         | Charles L. Campbell og Louis Edemann        |            |
| Die Hard                                          | Stephen Hunter Flick og Richard Shorr       |            |
| Willow                                            | Ben Burtt og Richard Hymns                  |            |
| 1989 (62.)                                        |                                             |            |
| Indiana Jones og det sidste korstog               | Ben Burtt og Richard Hymns                  |            |
| Black Rain                                        | Milton Burrow og William Manger             |            |
| Dødbringende våben 2                              | Robert G. Henderson og Alan Robert Murray   |            |

### 1990'erne
| År                                         | Film                                       | Klipper(e) |
| ------------------------------------------ | ------------------------------------------ | ---------- |
| 1990 (63.)                                 |                                            |            |
| Jagten på den røde oktober                 | Cecelia Hall og George Watters II          |            |
| Leg med døden                              | Charles L. Campbell og Richard C. Franklin |            |
| Sidste udkald                              | Stephen Hunter Flick                       |            |
| 1991 (64.)                                 |                                            |            |
| Terminator 2: Dommedag                     | Gary Rydstrom og Gloria Borders            |            |
| Flammehav                                  | Gary Rydstrom og Richard Hymns             |            |
| Star Trek VI: The Undiscovered Country     | George Watters II og F. Hudson Miller      |            |
| 1992 (65.)                                 |                                            |            |
| Bram Stoker's Dracula                      | Tom McCarthy og David Stone                |            |
| Aladdin                                    | Mark Mangini                               |            |
| Kapring på åbent hav                       | John Leveque og Bruce Stambler             |            |
| 1993 (66.)                                 |                                            |            |
| Jurassic Park                              | Gary Rydstrom og Richard Hymns             |            |
| Cliffhanger                                | Wylie Stateman og Gregg Baxter             |            |
| Flygtningen                                | John Leveque og Bruce Stambler             |            |
| 1994 (67.)                                 |                                            |            |
| Speed                                      | Stephen Hunter Flick                       |            |
| Dødens karteller                           | Bruce Stambler og John Leveque             |            |
| Forrest Gump                               | Gloria Borders og Randy Thom               |            |
| 1995 (68.)                                 |                                            |            |
| Braveheart                                 | Lon Bender og Per Hallberg                 |            |
| Batman Forever                             | John Leveque og Bruce Stambler             |            |
| Fjenden i dybet                            | George Watters II                          |            |
| 1996 (69.)                                 |                                            |            |
| The Ghost and the Darkness                 | Bruce Stambler                             |            |
| Daylight                                   | Richard Anderson og David A. Whittaker     |            |
| Eraser                                     | Alan Robert Murray og Bub Asman            |            |
| 1997 (70.)                                 |                                            |            |
| Titanic                                    | Tom Bellfort og Christopher Boyes          |            |
| Face/Off                                   | Mark Stoeckinger og Per Hallberg           |            |
| Det femte element                          | Mark Mangini                               |            |
| 1998 (71.)                                 |                                            |            |
| Saving Private Ryan                        | Gary Rydstrom og Richard Hymns             |            |
| Armageddon                                 | George Watters II                          |            |
| Zorro - den maskerede hævner               | David McMoyler                             |            |
| 1999 (72.)                                 |                                            |            |
| The Matrix                                 | Dane Davis                                 |            |
| Fight Club                                 | Ren Klyce og Richard Hymns                 |            |
| Star Wars: Episode I : Den usynlige fjende | Ben Burtt og Tom Bellfort                  |            |

### 2000'erne
| År                                              | Film                                         | Klipper(e) |
| ----------------------------------------------- | -------------------------------------------- | ---------- |
| 2000 (73.)                                      |                                              |            |
| U-571                                           | Jon Johnson                                  |            |
| Space Cowboys                                   | Bub Asman og Alan Robert Murray              |            |
| 2001 (74.)                                      |                                              |            |
| Pearl Harbor                                    | George Watters II og Christopher Boyes       |            |
| Monsters, Inc.                                  | Gary Rydstrom og Michael Silvers             |            |
| 2002 (75.)                                      |                                              |            |
| Ringenes Herre - De to tårne                    | Mike Hopkins og Ethan Van der Ryn            |            |
| Minority Report                                 | Richard Hymns og Gary Rydstrom               |            |
| Vejen til Perdition                             | Scott Hecker                                 |            |
| 2003 (76.)                                      |                                              |            |
| Master and Commander: Til verdens ende          | Richard King                                 |            |
| Find Nemo                                       | Gary Rydstrom og Michael Silvers             |            |
| Pirates of the Caribbean: Den sorte forbandelse | Christopher Boyes og George Watters II       |            |
| 2004 (77.)                                      |                                              |            |
| De utrolige                                     | Michael Silvers og Randy Thom                |            |
| Polar-ekspressen                                | Randy Thom og Dennis Leonard                 |            |
| Spider-Man 2                                    | Paul N. J. Ottosson                          |            |
| 2005 (78.)                                      |                                              |            |
| King Kong                                       | Mike Hopkins og Ethan Van der Ryn            |            |
| War of the Worlds                               | Richard King                                 |            |
| Mit liv som geisha                              | Wylie Stateman                               |            |
| 2006 (79.)                                      |                                              |            |
| Letters from Iwo Jima                           | Bub Asman og Alan Robert Murray              |            |
| Apocalypto                                      | Kami Asgar og Sean McCormack                 |            |
| Blood Diamond                                   | Lon Bender                                   |            |
| Flags of Our Fathers                            | Alan Robert Murray og Bub Asman              |            |
| Pirates of the Caribbean - Død mands kiste      | Christopher Boyes og George Watters II       |            |
| 2007 (80.)                                      |                                              |            |
| The Bourne Ultimatum                            | Karen Baker Landers og Per Hallberg          |            |
| No Country for Old Men                          | Skip Lievsay                                 |            |
| Ratatouille                                     | Randy Thom og Michael Silvers                |            |
| There Will Be Blood                             | Christopher Scarabosio og Matthew Wood       |            |
| Transformers                                    | Mike Hopkins og Ethan Van der Ryn            |            |
| 2008 (81.)                                      |                                              |            |
| The Dark Knight                                 | Richard King                                 |            |
| Iron Man                                        | Frank E. Eulner og Christopher Boyes         |            |
| Slumdog Millionaire                             | Tom Sayers og Glenn Freemantle               |            |
| WALL-E                                          | Ben Burtt og Matthew Wood                    |            |
| Wanted                                          | Wylie Stateman                               |            |
| 2009 (82.)                                      |                                              |            |
| The Hurt Locker                                 | Paul N. J. Ottosson                          |            |
| Avatar                                          | Christopher Boyes og Gwendolyn Yates Whittle |            |
| Inglorious Basterds                             | Wylie Stateman                               |            |
| Star Trek                                       | Mark Stoeckinger og Alan Rankin              |            |
| Op                                              | Michael Silvers og Tom Myers                 |            |

### 2010'erne
| År                                              | Film                                      | Klipper(e)                           |
| ----------------------------------------------- | ----------------------------------------- | ------------------------------------ |
| 2010 (83.)                                      |                                           |                                      |
| Inception                                       | Richard King                              |                                      |
| Toy Story 3                                     | Tom Myers og Michael Silvers              |                                      |
| Tron: Legacy                                    | Gwendolyn Yates Whittle og Addison Teague |                                      |
| True Grit                                       | Skip Lievsay og Craig Berkey              |                                      |
| Unstoppable                                     | Mark P. Stoeckinger                       |                                      |
| 2011 (84.)                                      |                                           |                                      |
| Hugo                                            | Eugene Gearty og Philip Stockton          |                                      |
| Drive                                           | Lon Bender og Victor Ray Ennis            |                                      |
| The Girl with the Dragon Tattoo                 | Ren Klyce                                 |                                      |
| Transformers 3                                  | Erik Aadahl og Ethan Van der Ryn          |                                      |
| War Horse                                       | Richard Hymns og Gary Rydstrom            |                                      |
| 2012 (85.)                                      |                                           |                                      |
| Skyfall                                         | Per Hallberg og Karen Baker Landers       |                                      |
| Zero Dark Thirty                                | Paul N. J. Ottosson                       |                                      |
| Argo                                            | Erik Aadahl og Ethan Van der Ryn          |                                      |
| Django Unchained                                | Wylie Stateman                            |                                      |
| Life of Pi                                      | Eugene Gearty og Philip Stockton          |                                      |
| 2013 (86.)                                      |                                           |                                      |
| Gravity                                         | Glenn Freemantle                          |                                      |
| All Is Lost                                     | Steve Boeddeker og Richard Hymns          |                                      |
| Captain Phillips                                | Oliver Tarney                             |                                      |
| Hobbitten: Dragen Smaugs ødemark                | Brent Burge og Chris Ward                 |                                      |
| Lone Survivor                                   | Wylie Stateman                            |                                      |
| 2014 (87.)                                      |                                           |                                      |
| American Sniper                                 | Alan Robert Murray og Bub Asman           |                                      |
| Birdman or (The Unexpected Virtue of Ignorance) | Martin Hernández og Aaron Glascock        |                                      |
| Hobbitten: Femhæreslaget                        | Brent Burge og Jason Canovas              |                                      |
| Interstellar                                    | Richard King                              |                                      |
| Unbroken                                        | Becky Sullivan og Andrew DeCristofaro     |                                      |
| 2015 (88.)                                      |                                           |                                      |
| Mad Max: Fury Road                              | Mark Mangini og David White               |                                      |
| The Martian                                     | Oliver Tarney                             |                                      |
| The Revenant                                    | Martin Hernandez og Lon Bender            |                                      |
| Sicario                                         | Alan Robert Murray                        |                                      |
| Star Wars: The Force Awakens                    | Matthew Wood og David Acord               |                                      |
| 2016 (89.)                                      |                                           |                                      |
| Arrival                                         | Sylvain Bellemare                         |                                      |
| Deepwater Horizon                               | Wylie Stateman og Renée Tondelli          |                                      |
| Hacksaw Ridge                                   | Robert Mackenzie og Andy Wright           |                                      |
| La La Land                                      | Ai-Ling Lee og Mildred Iatrou Morgan      |                                      |
| Sully                                           | Alan Robert Murray og Bub Asman           |                                      |
| 2017 (90.)                                      | Dunkirk                                   | Richard King og Alex Gibson          |
| 2017 (90.)                                      | Baby Driver                               | Julian Slater                        |
| 2017 (90.)                                      | Blade Runner 2049                         | Mark Mangini og Theo Green           |
| 2017 (90.)                                      | The Shape of Water                        | Nathan Robitaille og Nelson Ferreira |
| 2017 (90.)                                      | Star Wars: The Last Jedi                  | Matthew Wood og Ren Klyce            |
| 2018 (91.)                                      | Bohemian Rhapsody                         | John Warhurst og Nina Hartstone      |
| 2018 (91.)                                      | Black Panther                             | Benjamin A. Burtt og Steve Boeddeker |
| 2018 (91.)                                      | First Man                                 | Ai-Ling Lee og Mildred Iatrou Morgan |
| 2018 (91.)                                      | A Quiet Place                             | Ethan Van der Ryn og Erik Aadahl     |
| 2018 (91.)                                      | Roma                                      | Sergio Díaz og Skip Lievsay          |
| 2019 (92.)                                      | Le Mans '66                               | Donald Sylvester                     |
| 2019 (92.)                                      | Joker                                     | Alan Robert Murray                   |
| 2019 (92.)                                      | 1917                                      | Oliver Tarney og Rachael Tate        |
| 2019 (92.)                                      | Once Upon a Time in Hollywood             | Wylie Stateman                       |
| 2019 (92.)                                      | Star Wars: The Rise of Skywalker          | Matthew Wood og David Acord          |

†Persen var en Special Achievement Award i stedet for en konkurrencepris.